# Orgullo de Atenas
El orgullo de Atenas es un evento anual organizado desde 2005 por la comunidad LGBT ateniense. Según los organizadores, el objetivo del evento es visibilizar la presencia de lesbianas, gays y transexuales en la sociedad organizando un festival público de orgullo en el aniversario de los disturbios de Stonewall y fortaleciendo el sentido de comunidad entre las personas LGBT.

## Historia
El primer intento de organizar el orgullo gay en Grecia fue realizado a pequeña escala por la organización AKOE (Απελευθερωτικό Κίνημα Ομοφυλόφιλων Ελλάδας, Movimiento Griego de Liberación Gay) el 28 de junio de 1980 en Atenas y nuevamente dos años después bajo el Záppeion. Durante los siguientes diez años, se organizaron eventos similares en Atenas, principalmente de forma individual: en la Colina de la Zona en 1992, 1994, 1995, en el parque Pedion tou Areos en 1993 y 1996, y eventos cerrados en 1998 y 1999. Al mismo tiempo, en la playa de Salónica, ΟΠΟΘ (Ομάδα Πρωτοβουλίας Ομοφυλόφιλων Θεσσαλονίκης, Grupo de Iniciativa Gay de Tesalónica) organizó eventos similares.
Desde 2005, todas las organizaciones y asociaciones LGBT de Grecia organizan juntas el orgullo LGBT+, normalmente en junio en la plaza Klafthmonos, en el centro de Atenas. En el primer año, el patrocinio estuvo a cargo de la alcaldesa de Atenas, Dora Bakojani, pero su sucesora, Nikitas Kalamanis del partido Nueva Democracia, rechazó el apoyo oficial. El Orgullo de Atenas de 2005 se organizó bajo el lema «Toda vida y amor merece respeto» y, según los organizadores, participaron unas 1000 personas. La edición de 2009 se organizó el 13 de junio bajo el lema «100% igualdad».